# タリスリン鉄道
タリスリン鉄道（タリスリンてつどう、英語: Talyllyn Railway）はイギリスのウェールズにある保存鉄道。

## 歴史

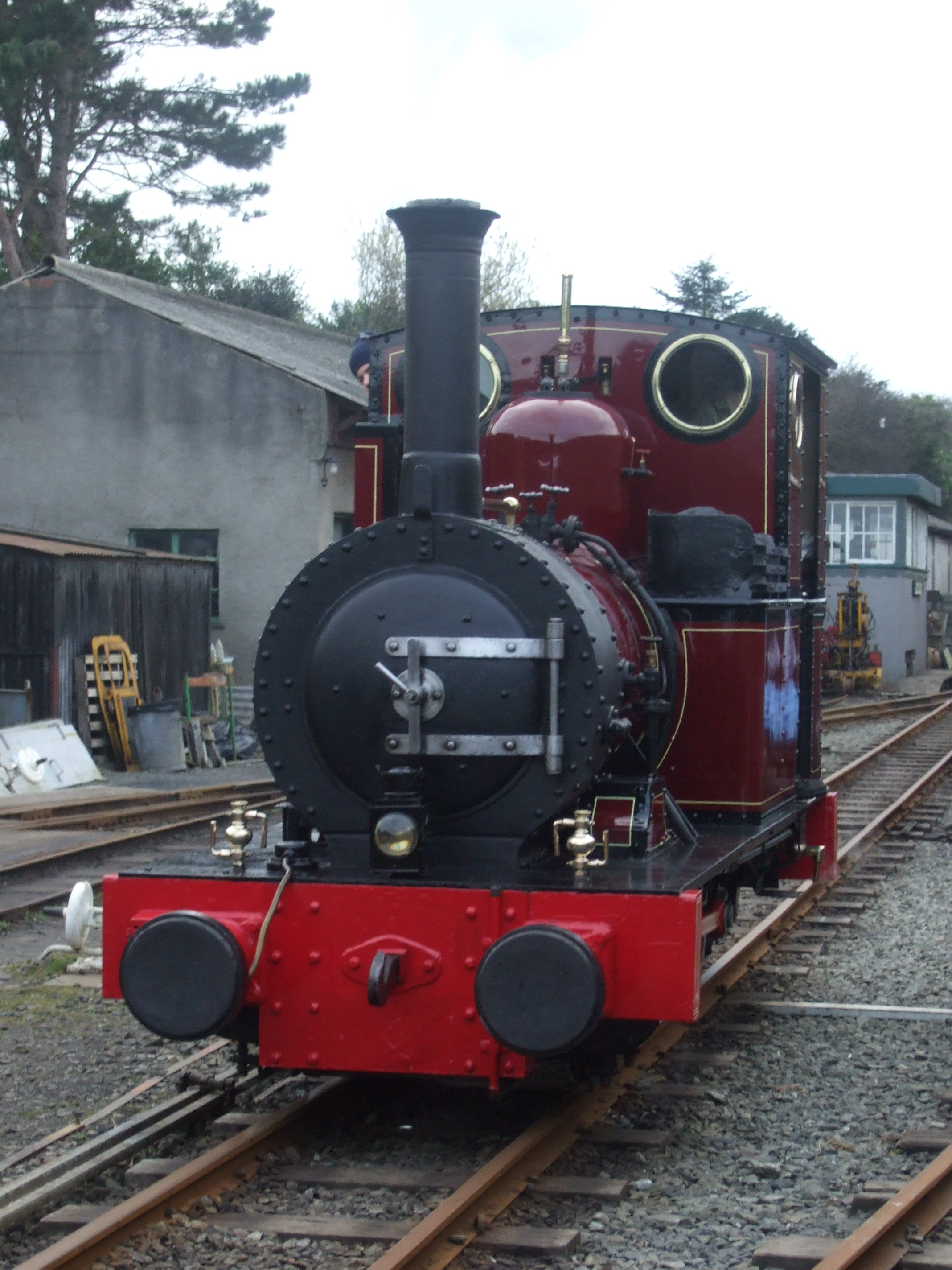
Dolgoch

1866年に採石場から粘板岩を運搬するために開通した。1946年に廃止され、1950年に保存会が発足して1951年に再開通した世界で最初の保存鉄道。スノードニア国立公園の山中を昔ながらの車両が走行する。ホームは常に同じ側で客車のドアは片側のみにある。
『汽車のえほん』シリーズの作者として知られるウィルバート・オードリーはこの鉄道の保存活動に参加し、シリーズに本路線をモデルにした「こうざんてつどう・スカーローイ鉄道(日本版では「スカーロイ鉄道」と表記)を登場させている。

## 運行
風光明媚なスノードニア国立公園を走行しており、観光客向けの蒸気機関車による列車の運行だけでなくディーゼル機関車の牽引による列車も運行される。

## ギャラリー

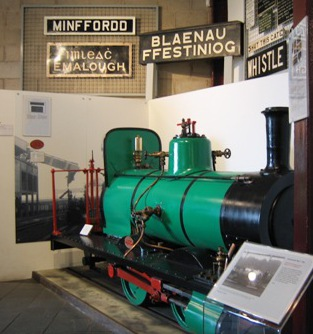
狭軌鉄道博物館に展示される機関車
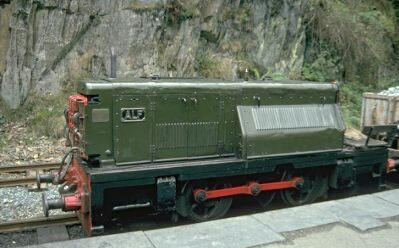
ディーゼル機関車
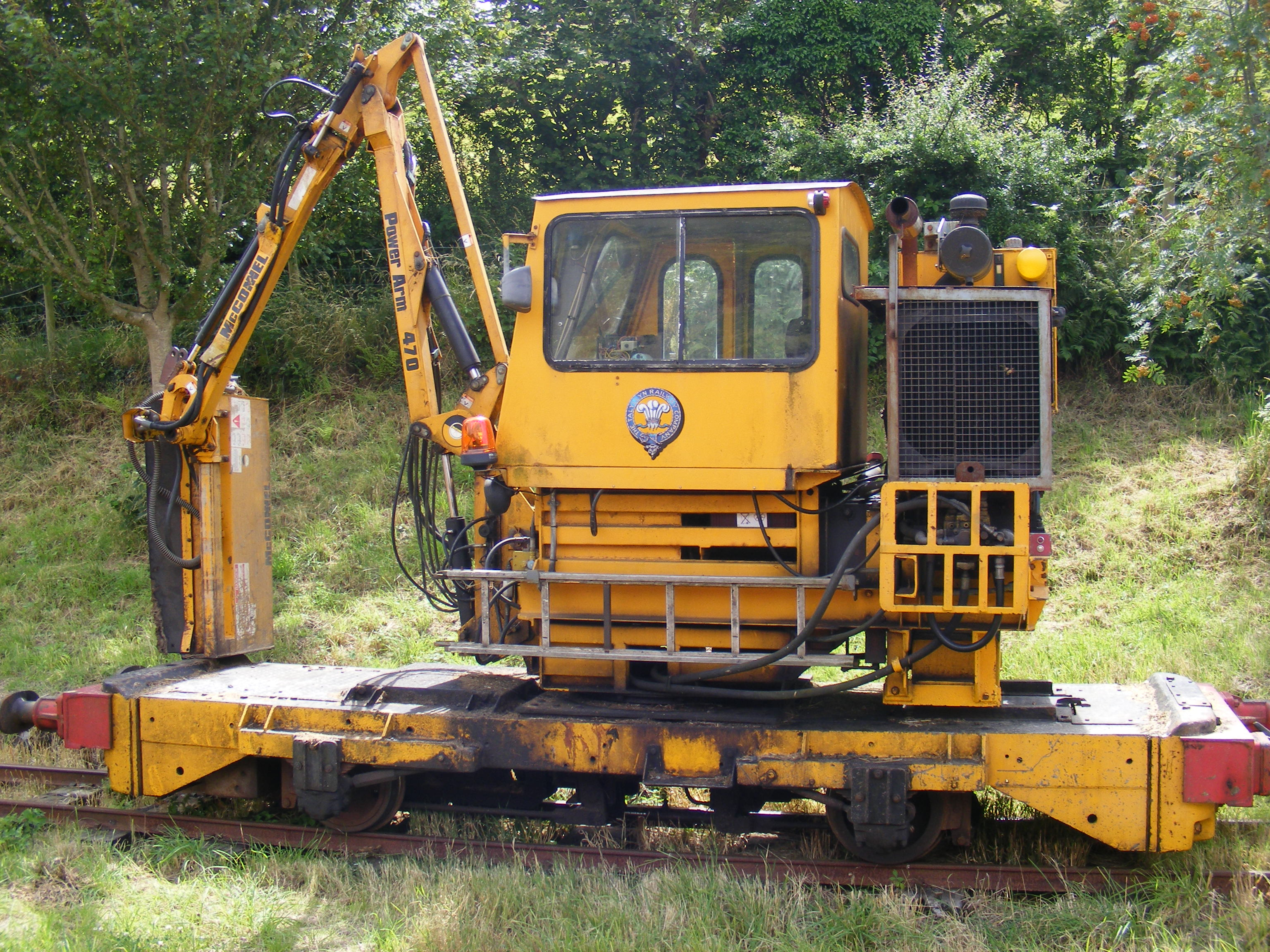
保線用車両
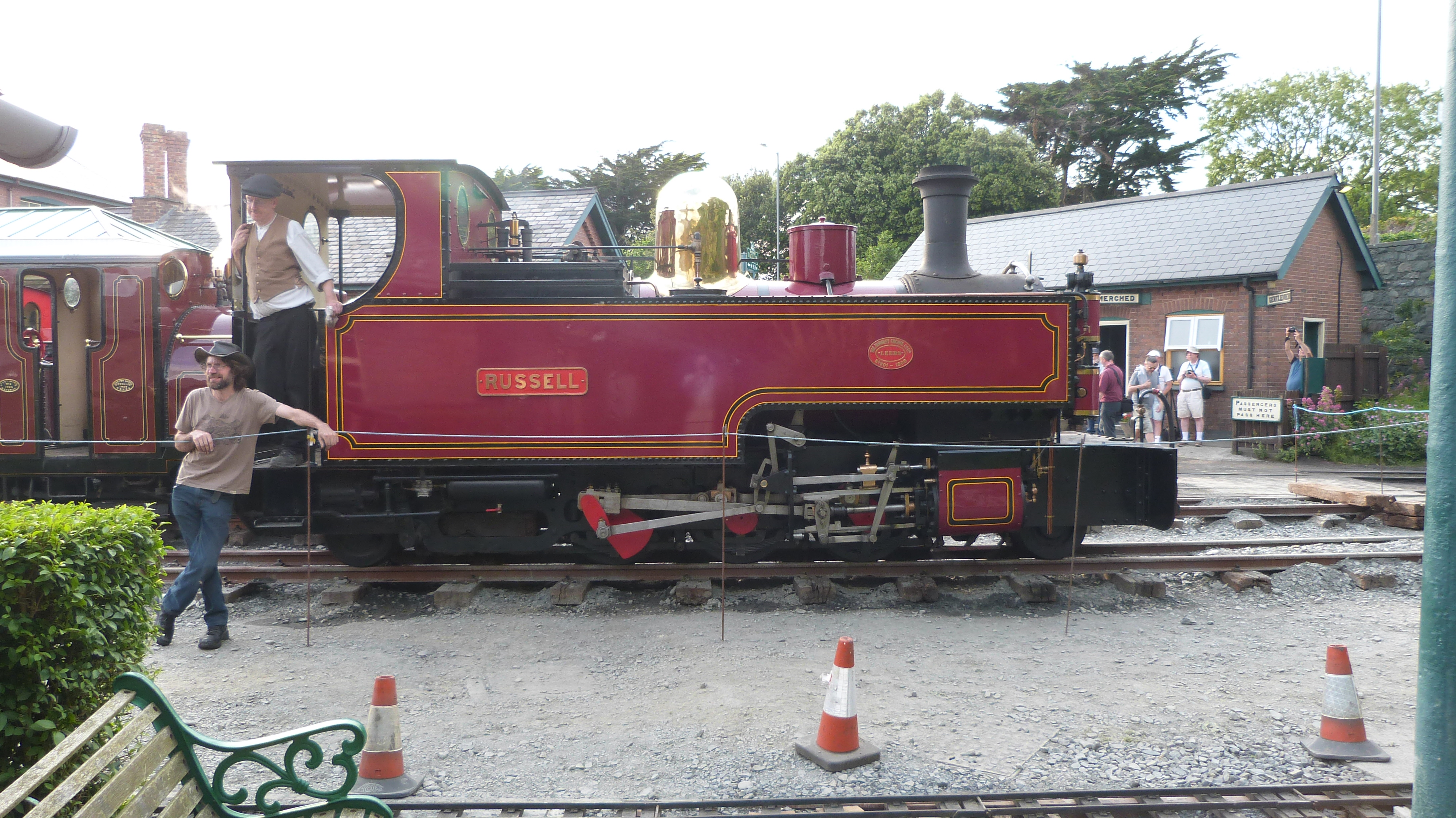
蒸気機関車
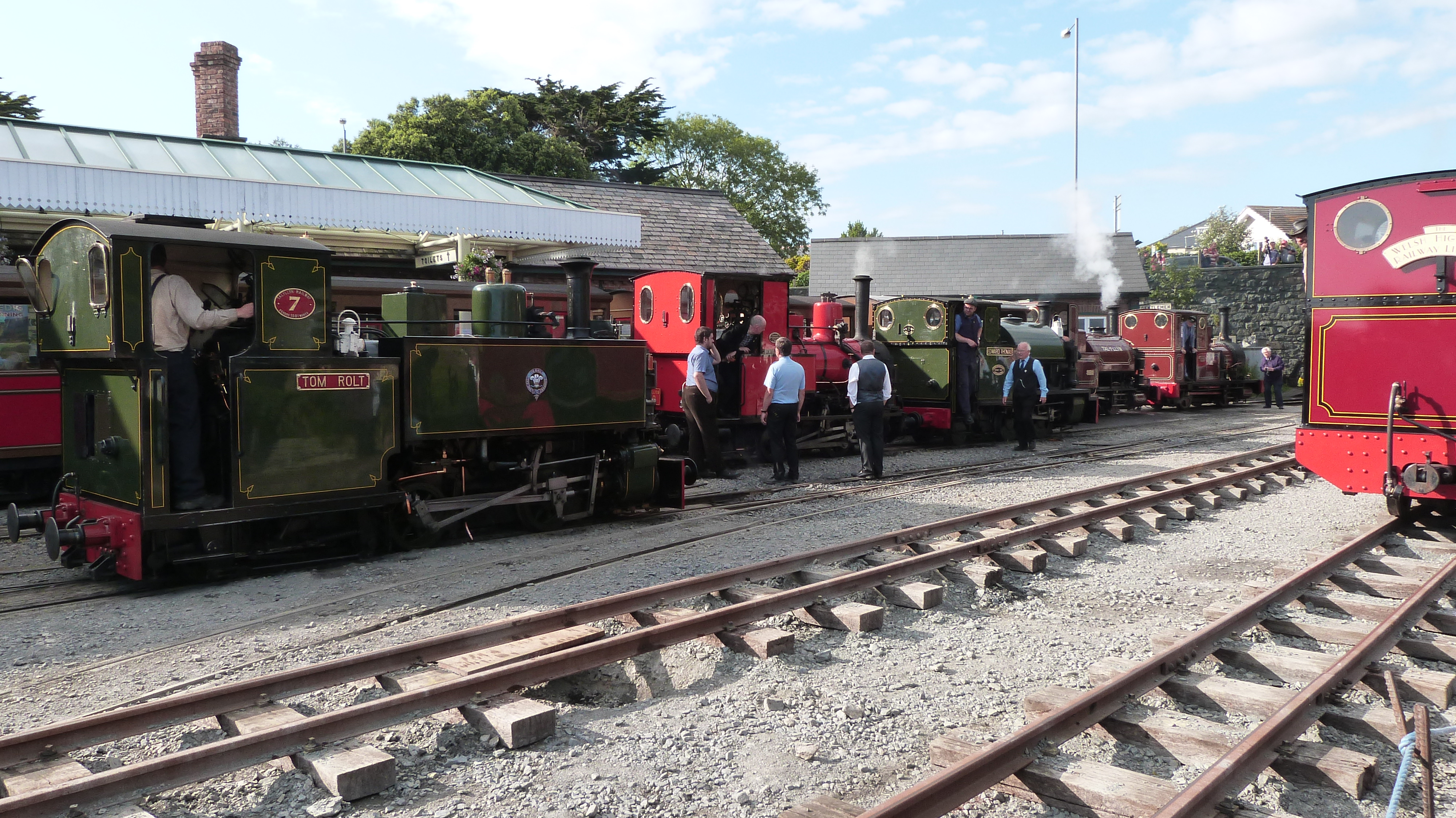
150周年記念
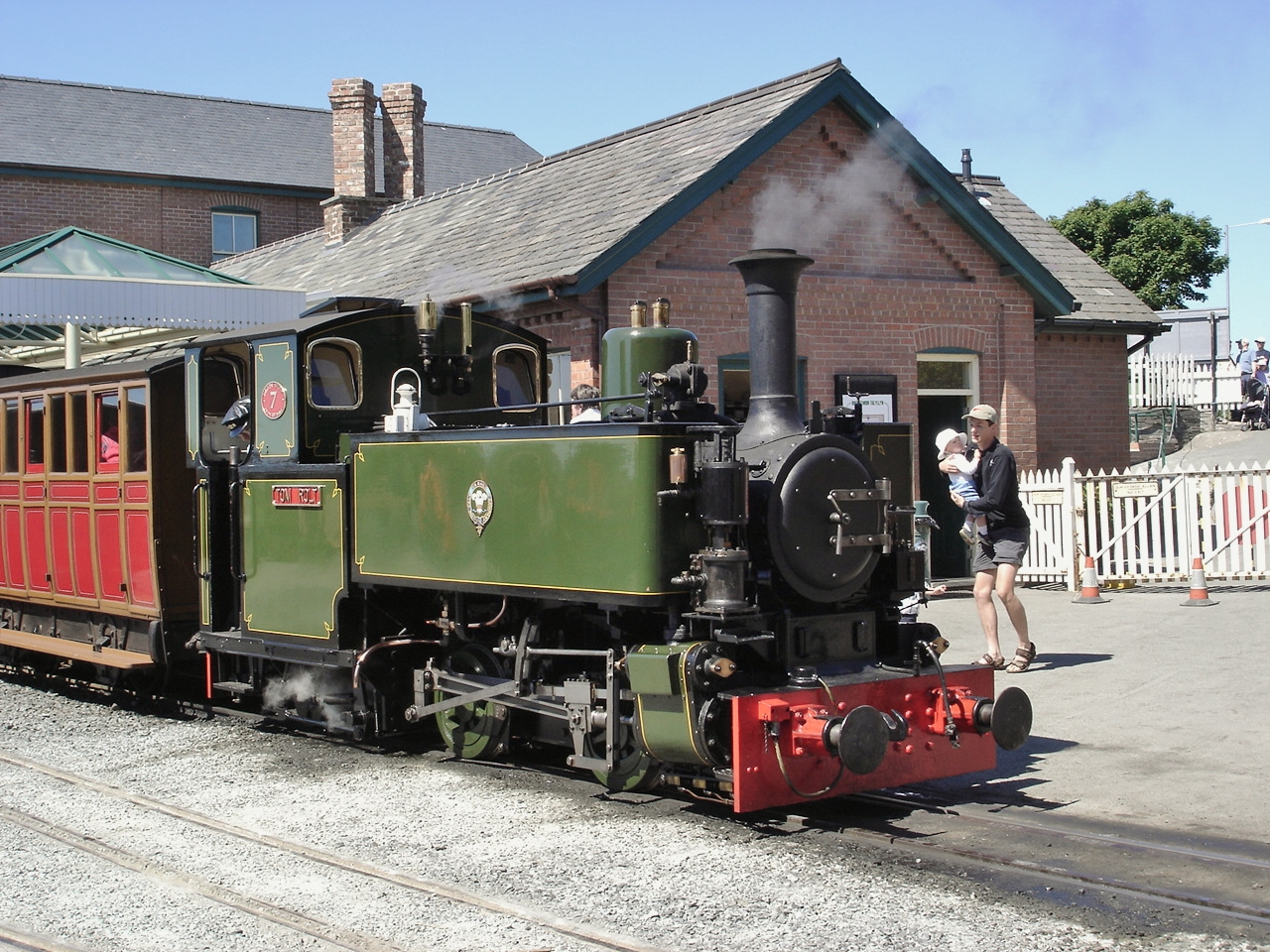
トム・ロルト

## 文献
- 笹田昌宏『英国保存鉄道 -世界屈指の保存鉄道の宝庫を訪ねる-』JTBパブリッシング〈JTBキャンブックス〉。ISBN 978-4-53-306332-9。
- 白川淳『海外保存鉄道』JTBパブリッシング〈JTBキャンブックス〉。ISBN 978-4-53-302143-5。
- 「地球の歩き方」編集室 編『イギリス鉄道の旅』ダイヤモンドビッグ社〈地球の歩き方BY TRAIN〉。ISBN 978-4-47-805131-3。